# 大分県道711号合瀬上野田線
大分県道711号合瀬上野田線（おおいたけんどう711ごう ごうせかみのだせん）は、大分県日田市を通る予定の一般県道である。

## 概要
日田市中津江村合瀬から日田市上津江町上野田に至る。
全区間が未供用区間である。供用予定区間にはすでに道路が通っているが、獣道と化すほどの砂利道である上、2個所にわたって分断されている。また、分断され孤立している中間点（大分県日田市中津江村中川内）へは林道を経由することになるがその区間もダートに近い荒れた道路である。

### 路線データ
- 起点：大分県日田市中津江村合瀬（大分県道・熊本県道9号日田鹿本線交点）
- 終点：大分県日田市上津江町上野田（国道387号交点）

## 地理

### 通過する予定の自治体
- 日田市

### 交差する予定の道路
| 交差する道路                          | 交差する場所   | 交差する場所 |
| ------------------------------------- | -------------- | ------------ |
| 大分県道・熊本県道9号日田鹿本線未供用 | 中津江村合瀬   | 起点         |
| 国道387号未供用                       | 上津江町上野田 | 終点         |

### 沿線
- 程野の滝